# Polypedilum okipallidum
Polypedilum okipallidum är en tvåvingeart som beskrevs av Sasa 1991. Polypedilum okipallidum ingår i släktet Polypedilum och familjen fjädermyggor. Inga underarter finns listade i Catalogue of Life.